# Келтов сан
Келтов сан (шп. El sueño del celta) је роман перуанског књижевника, добитника Нобелове награде за књижевност из 2010, Мариа Варгаса Љосе (шп. Jorge Mario Pedro Vargas Llosa) (1936) објављен 2010. године. Издање на српском језику објавила је издавачка кућа Лагуна 2011. године из Београда у преводу Љиљане Поповић Анђић.

## О аутору
Марио Варгас Љоса се родио у Арекипи, у Перуу 1936. године.
Објављена дела чине романи: Град и пси, Зелена кућа, Разговор у Катедрали, Панталеон и посјетитељке, Тетка Хулија и пискарало, Јарчева фешта, Рат за смак свијета, Повијест о Мајти, Ко је убио Паломина Молера?, Приповједач, Похвала помајци, Литума у Андима, и Рај на другом ћошку; драмска дела: Госпођица из Такне, Кати и нилски коњ, Ла Чунга, Лудак са балкона и Лепе очи, ружне слике; студије и есеје: Непрекидна оргија, Истина о лажама и Изазов немогућег; мемоаре: Риба у води; приче: Штенад. 
Добио је најважније књижевне награде као и 2010. године Нобелову награду за књижевност.

## О делу
Келтов сан књига која је приказала живот стварне личности, енглеског конзула и касније ирског националисте Роџера Кејсмента(1864-1916). Прича је започета 1903. у Конгу а завршена 1916. у лондонском затвору. Роџер Кејсмент је био херој и негативац, издајник и слободар, моралан и неморалан, један од првих Европљана који је у јавност изнео ужасе колонијализма. На крају био прогнан и заборављен. Љоса је овим романом желео да представи Роџера Кејсмента и врати га у фокус интересовања.

## Радња
Роман је прича о последња три месеца живота главног јунака. Роман је подељен у три дела који носе називе “Конго”, “Амазонија” и “Ирска” и представљају места из Кејсментове реалности а уједно и места колонијалнализма. Приказано колонијално потчињавање и поробљавање Конга и перуанског Амазона у другој половини 19. и почетком 20. века. Као британски конзул Роџер Кејсмент је обелоданио ужасе колонијализма. С својих путовања донео је два извјештаја, дневника, за које је сматрано да су сумњиве веродостојности. Од тада бива прогнан и заборављен. Роман Келтов сан је приказао Кејсмента као конзула, затим радикалног борца за независност Ирске, сарадника са немачком војском, његово учешцће у Ускршњој побуни, хапшења, енглеску осуду за издају, погубљење вешањем и на крају откриће његових тајних дневника. У роману је приказана и Кејсментова хомосексуалност која је искориштена за његову сатанизацију.